# Raveniella cirrata
Espèce
Raveniella cirrata est une espèce d'araignées aranéomorphes de la famille des Anapidae.

## Distribution
Cette espèce est endémique d'Australie-Occidentale. Elle se rencontre d'Esperance à Geraldton.

## Description
Le mâle holotype mesure 0,96 mm et la femelle paratype mesure 0,98 mm.

## Publication originale
- Rix, Harvey & Roberts, 2010 : A revision of the textricellin spider genus Raveniellan(Araneae: Araneoidea: Micropholcommatidae): exploring patterns of phylogeny and biogeography in an Australian biodiversity hotspot. Invertebrate Systematics, vol. 24, p. 209-237.